# 14 mars aux Jeux paralympiques d'hiver de 2018
Le mercredi 14 mars aux Jeux paralympiques d'hiver de 2018 est le cinquième jour de compétition.

## Programme
| Heure UTC+9 (Pyeongchang)                     |               |
| bleu                                          | Cérémonie     |
| neutre                                        | Épreuve       |
| or                                            | Finale        |
| orange                                        | Petite finale |
| rose                                          | Reporté       |
| gris                                          | Annulé        |
| Compétition masculine                         | Hommes        |
| Compétition féminine                          | Femmes        |
| Compétition mixte (hommes et femmes mélangés) | Mixte         |
| Compétition en couple (1 homme et 1 femme)    | Couple        |
| modifier                                      |               |

L'heure indiquée est celle de Pyeongchang, pour l'heure française il faut enlever 8 heures. 
| Horaire | Discipline Spécialité | Discipline Spécialité                | Discipline Spécialité | Phase                               | Résultats                                                          | Références |
| 09:30   |                       | Ski alpin Slalom malvoyants          |                       | 1re manche                          | -                                                                  |            |
| 09:35   |                       | Curling                              |                       | Phase préliminaire 12e session      | 6 - 5                                                              |            |
| 09:35   |                       | Curling                              |                       | Phase préliminaire 12e session      | 3 - 8                                                              |            |
| 09:35   |                       | Curling                              |                       | Phase préliminaire 12e session      | 2 - 9                                                              |            |
| 09:35   |                       | Curling                              |                       | Phase préliminaire 12e session      | 7 - 4                                                              |            |
| 09:45   |                       | Ski alpin Slalom debout              |                       | 1re manche                          | -                                                                  |            |
| 10:00   |                       | Ski de fond 1,1 km sprint assis      |                       | Manche de qualification             | -                                                                  |            |
| 10:10   |                       | Ski alpin Slalom assis               |                       | 1re manche                          | -                                                                  |            |
| 10:17   |                       | Ski de fond 1,1 km sprint assis      |                       | Manche de qualification             | -                                                                  |            |
| 10:30   |                       | Ski alpin Slalom malvoyants          |                       | 1re manche                          | -                                                                  |            |
| 10:35   |                       | Ski de fond 1,5 km sprint debout     |                       | Manche de qualification             | -                                                                  |            |
| 10:50   |                       | Ski alpin Slalom debout              |                       | 1re manche                          | -                                                                  |            |
| 10:50   |                       | Ski de fond 1,5 km sprint debout     |                       | Manche de qualification             | -                                                                  |            |
| 11:10   |                       | Ski de fond 1,5 km sprint malvoyants |                       | Manche de qualification             | -                                                                  |            |
| 11:25   |                       | Ski de fond 1,5 km sprint malvoyants |                       | Manche de qualification             | -                                                                  |            |
| 11:45   |                       | Ski alpin Slalom assis               |                       | 1re manche                          | -                                                                  |            |
| 12:00   |                       | Ski de fond 1,1 km sprint assis      |                       | Demi-finales                        | -                                                                  |            |
| 12:10   |                       | Ski de fond 1,1 km sprint assis      |                       | Demi-finales                        | -                                                                  |            |
| 12:21   |                       | Ski de fond 1,5 km sprint debout     |                       | Demi-finales                        | -                                                                  |            |
| 12:31   |                       | Ski de fond 1,5 km sprint debout     |                       | Demi-finales                        | -                                                                  |            |
| 12:42   |                       | Ski de fond 1,5 km sprint malvoyants |                       | Demi-finales                        | -                                                                  |            |
| 12:52   |                       | Ski de fond 1,5 km sprint malvoyants |                       | Demi-finales                        | -                                                                  |            |
| 13:06   |                       | Ski de fond 1,1 km sprint assis      |                       | Finale                              | Andrew Soule · Dzmitry Loban · Daniel Cnossen                      |            |
| 13:20   |                       | Ski de fond 1,1 km sprint assis      |                       | Finale                              | Oksana Masters · Andrea Eskau · Marta Zaïnoullina                  |            |
| 13:34   |                       | Ski de fond 1,5 km sprint debout     |                       | Finale                              | Alexandr Kolyadin · Yoshihiro Nitta · Ilkka Tuomisto · Mark Arendz |            |
| 13:48   |                       | Ski de fond 1,5 km sprint debout     |                       | Finale                              | Anna Milenina · Vilde Nilsen · Natalie Wilkie                      |            |
| 14:00   |                       | Ski alpin Slalom malvoyants          |                       | 2e manche                           | Henrieta Farkasova · Menna Fitzpatrick · Melissa Perrine           |            |
| 14:02   |                       | Ski de fond 1,5 km sprint malvoyants |                       | Finale                              | Brian McKeever · Zebastian Modin · Eirik Bye                       |            |
| 14:15   |                       | Ski alpin Slalom debout              |                       | 2e manche                           | Marie Bochet · Andrea Rothfuss · Mollie Jepsen                     |            |
| 14:16   |                       | Ski de fond 1,5 km sprint malvoyants |                       | Finale                              | Sviatlana Sakhanenka · Mikhalina Lyssova · Oksana Shyshkova        |            |
| 14:35   |                       | Curling                              |                       | Phase préliminaire 13e session      | 3 - 9                                                              |            |
| 14:35   |                       | Curling                              |                       | Phase préliminaire 13e session      | 2 - 9                                                              |            |
| 14:35   |                       | Curling                              |                       | Phase préliminaire 13e session      | 4 - 9                                                              |            |
| 14:35   |                       | Curling                              |                       | Phase préliminaire 13e session      | 5 - 4                                                              |            |
| 14:40   |                       | Ski alpin Slalom assis               |                       | 2e manche                           | Momoka Muraoka · Linda van Impelen · Claudia Loesch                |            |
| 15:00   |                       | Ski alpin Slalom malvoyants          |                       | 2e manche                           | Giacomo Bertagnolli · Jakub Krako · Mac Marcoux                    |            |
| 15:50   |                       | Ski alpin Slalom debout              |                       | 2e manche                           | Théo Gmür · Aleksei Bugaev · Alexis Guimond                        |            |
| 15:50   |                       | Ski alpin Slalom assis               |                       | 2e manche                           | Jesper Pedersen · Tyler Walker · Igor Sikorski                     |            |
| 16:00   |                       | Hockey sur luge                      |                       | Manche de classement (places 5 à 8) | 4 - 3                                                              |            |
| 19:35   |                       | Curling                              |                       | Phase préliminaire 14e session      | 10 - 4                                                             |            |
| 19:35   |                       | Curling                              |                       | Phase préliminaire 14e session      | 5 - 9                                                              |            |
| 19:35   |                       | Curling                              |                       | Phase préliminaire 14e session      | 4 - 2                                                              |            |
| 19:35   |                       | Curling                              |                       | Phase préliminaire 14e session      | 6 - 4                                                              |            |
| 20:00   |                       | Hockey sur luge                      |                       | Manche de classement (places 5 à 8) | 6 - 1                                                              |            |

### Médailles du jour
| Rang  | Nation                         | Or | Argent | Bronze | Total |
| ----- | ------------------------------ | -- | ------ | ------ | ----- |
| 1     | États-Unis                     | 2  | 1      | 1      | 4     |
| 2     | Athlètes paralympiques neutres | 1  | 2      | 1      | 4     |
| 3     | Norvège                        | 1  | 1      | 1      | 3     |
| 4=    | Biélorussie                    | 1  | 1      |        | 2     |
| 4=    | Japon                          | 1  | 1      |        | 2     |
| 4=    | Slovaquie                      | 1  | 1      |        | 2     |
| 7     | Canada                         | 1  |        | 5      | 6     |
| 8=    | France                         | 1  |        |        | 1     |
| 8=    | Italie                         | 1  |        |        | 1     |
| 8=    | Kazakhstan                     | 1  |        |        | 1     |
| 8=    | Suisse                         | 1  |        |        | 1     |
| 12    | Allemagne                      |    | 2      |        | 2     |
| 13=   | Grande-Bretagne                |    | 1      |        | 1     |
| 13=   | Pays-Bas                       |    | 1      |        | 1     |
| 13=   | Suède                          |    | 1      |        | 1     |
| 16=   | Australie                      |    |        | 1      | 1     |
| 16=   | Autriche                       |    |        | 1      | 1     |
| 16=   | Finlande                       |    |        | 1      | 1     |
| 16=   | Pologne                        |    |        | 1      | 1     |
| 16=   | Ukraine                        |    |        | 1      | 1     |
| Total | Total                          | 12 | 12     | 13     | 37    |